# Dorysthenes buqueti
Dorysthenes buqueti (лат.) — вид жуков-усачей из подсемейства прионин. Распространён в Бирме, Индии, Малайзии, Лаосе и Таиланде. Является одним из двух видов усачей этого рода, наряду с Dorysthenes hydropicus, которые являются вредителями культурных растений.

## Описание

### Имаго
Длина тела имаго 38,6—41,3 мм, шириной — 14,2—16,3 мм. Тело удлинённое, коричневатое. Усики длинные нитевидные. Окраска, жуков из разных районов ареала вида изменчива. Например, жуки, обитающие в Таиланде, красновато-коричневые, а у жуков из Индонезии окраска блестяще коричневая.

### Яйцо
Яйца длиной 3,5 мм и 1,3 мм шириной. Только что отложенные яйца — белые с жёлтым оттенком; в дальнейшим они темнеют и перед появлением из них личинок яйца тёмно-коричневые.

### Личинка
Личинки желтовато-белые. Личинки последнего возраста длиной до 80 мм, шириной — 12 мм.

### Куколка
Куколка длиной около 48 мм.

## Экология
К кормовым растениям личинок относятся представителе семейств сумаховые (Spondias pinnata), молочайные (Manihot utilissima), бобовые (леуцена светлоголовчатая, сесбания крупноцветковая, огненное дерево, птерокарпус индийский, Acacia leucophaea, Acacia auriculiformis, Albizia falcata), мальвовые (хлопковое дерево). Жуки активны ночью.
Энтомопогенные грибы вида Metarhizium flavoviride являются смертельными для различных видов усачей рода Dorysthenes, в том числе и Dorysthenes buqueti.

## Размножение
Самки откладывают яйца по одному в почву у корней кормового растения личинок на глубину 6—35 мм. Каждая самка за жизнь способна отложить от 160 до 310 яиц. Длительность развития эмбриона 14—32 дня.
Одна личиночная особь переживает от появления из яйца до момента окукливания 8—9 личиночных возрастов, иногда 10; полный личиночный цикл (от первого до последнего возраста, включительно) длится 20—21 месяц. Вместе в почве у кормового растения могут сожительствовать личинки различных возрастов. Личинка последнего возраста (стадия длится 8—13 дней) строит куколочную колыбельку длиной около 50 мм и в поперечнике около 42 мм. Колыбелька располагается в почве на глубине 200—300 мм, иногда до 600 мм.
Куколки развиваются от 17 до 31 дней до момента появления из них имаго, но вторые не покидают колыбельку ещё 7—10 дней пока не окрепнут. Имаго живут 12—15 дней, в Индонезии — до 31 дня.